# Азария (пророк)
Аза́рия (др.-евр. עזריה‬ — «вспомоществуемый Богом») — библейский пророк; жил в X веке до н. э. и пророчествовал в Иудейском Царстве во время правления царя Асы (908—968).
Согласно библейской истории, описанной в Паралипоменоне, сын Одеда, который встретил победоносное войско Асы после его возвращении из похода против Зарая (Осоркон I) и настаивал на необходимости религиозной реформы (2Хрон. 15:1—8).
Послушавшись пророка, царь созвал народ, истребил идолов, обновил Храм и возобновил Завет. За послушание пророку, согласно Библии, Бог даровал Асе многолетний мир.